# Lee-Roy Echteld
Lee-Roy Echteld (Amsterdam, 30 september 1968) is een Nederlands voetbaltrainer en voormalig voetballer.

## Spelerscarrière
Echteld begon in de jeugd bij Ajax en DWS in Amsterdam. Hij brak in 1988 door bij HFC Haarlem en speelde hierna lang voor sc Heerenveen. Hij speelde ook kort in het buitenland bij het Franse AS Cannes en het Oostenrijkse SC Austria Lustenau. In 2001 besloot hij zijn loopbaan als aanvaller bij Heracles Almelo.
Echteld speelde ook bij de Suriprofs, waar hij mee mocht doen vanwege zijn Surinaamse afkomst. Omdat zijn vader van Chinees-Surinaamse afkomst is, en dit ook bij Echteld duidelijk zichtbaar was als baby, werd de Chinese naam 'Lee' met een streepje toegevoegd voor 'Roy' zoals zijn ouders hem oorspronkelijk wilden noemen.

### Carrièrestatistieken
| Seizoen         | Club              | Land            | Competitie      | Competitie | Competitie | Beker | Beker | Internationaal | Internationaal | Overig | Overig | Totaal | Totaal |
| Seizoen         | Club              | Land            | Competitie      | Wed.       | Dlp.       | Wed.  | Dlp.  | Wed.           | Dlp.           | Wed.   | Dlp.   | Wed.   | Dlp.   |
| --------------- | ----------------- | --------------- | --------------- | ---------- | ---------- | ----- | ----- | -------------- | -------------- | ------ | ------ | ------ | ------ |
| 1988/89         | HFC Haarlem       | Nederland       | Eredivisie      | 10         | 2          | –     | –     | –              | –              | 0      | 0      | –      | –      |
| 1989/90         | HFC Haarlem       | Nederland       | Eredivisie      | –          | –          | –     | –     | –              | –              | 0      | 0      | –      | –      |
| 1990/91         | HFC Haarlem       | Nederland       | Eerste divisie  | –          | –          | –     | –     | –              | –              | 0      | 0      | –      | –      |
| 1991/92         | HFC Haarlem       | Nederland       | Eerste divisie  | –          | –          | –     | –     | –              | –              | 0      | 0      | –      | –      |
| 1992/93         | sc Heerenveen     | Nederland       | Eerste divisie  | –          | –          | –     | –     | –              | –              | 0      | 0      | –      | –      |
| 1993/94         | sc Heerenveen     | Nederland       | Eredivisie      | 30         | 2          | –     | –     | –              | –              | 0      | 0      | 30     | 2      |
| 1994/95         | sc Heerenveen     | Nederland       | Eredivisie      | 28         | 4          | –     | 7     | –              | –              | 0      | 0      | 29     | 11     |
| 1995/96         | sc Heerenveen     | Nederland       | Eredivisie      | 30         | 7          | –     | 1     | –              | –              | 0      | 0      | –      | 8      |
| 1996/97         | sc Heerenveen     | Nederland       | Eredivisie      | 23         | 2          | –     | 2     | –              | –              | 0      | 0      | –      | –      |
| 1997/98         | AS Cannes         | Frankrijk       | Ligue 1         | 5          | 0          | 0     | 0     | –              | –              | 0      | 0      | 5      | 0      |
| 1997/98         | AZ                | Nederland       | Eerste divisie  | 11         | 2          | –     | –     | –              | –              | 0      | 0      | –      | –      |
| 1998/99         | RKC Waalwijk      | Nederland       | Eredivisie      | 27         | 3          | –     | –     | –              | –              | 3      | 0      | –      | –      |
| 1999/00         | Austria Lustenau  | Oostenrijk      | Bundesliga      | 20         | 0          | 1     | 0     | 4              | 1              | 0      | 0      | 25     | 1      |
| 2000/01         | Austria Lustenau  | Oostenrijk      | 2. Liga         | 0          | 0          | 0     | 0     | 0              | 0              | 0      | 0      | 0      | 0      |
| 2000/01         | → Heracles Almelo | Nederland       | Eerste divisie  | 8          | 0          | –     | –     | –              | –              | 0      | 0      | –      | –      |
| Carrière totaal | Carrière totaal   | Carrière totaal | Carrière totaal | –          | –          | –     | –     | 0              | 0              | 0      | 0      | –      | –      |

## Trainerscarrière
Echteld werd trainer en begon bij de amateurs van FC Omniworld. Voor het diploma Oefenmeester 1 van de KNVB liep hij stage bij Ajax. In het seizoen 2006/07 was hij jeugdtrainer bij Docos. Sinds 2007 is hij actief bij FC Blauw-Wit Amsterdam, eerst als jeugdtrainer en sinds 2009 als hoofdtrainer. In 2014 ging hij aan de slag als jeugdtrainer bij AZ. Eind 2015 werd hij daar benoemd tot assistent-trainer van het eerste elftal. In die functie volgde hij Marco van Basten op. In de zomer van 2018 is hij vertrokken naar Paris Saint-Germain om daar trainer van het tweede team te worden dat uitkwam in de Championnat National 2. In 2019 besloot PSG echter om het tweede team op te heffen en werd het contract van Echteld niet verlengd. In juli 2020 werd hij toegevoegd aan de technische staf van PEC Zwolle. Hij zal als assistent bij de hoofdmacht als het beloftenelftal de hoofdtrainer bijstaan. Vanwege het op non-actief stellen van John Stegeman, was Echteld bij de wedstrijd PEC Zwolle - sc Heerenveen (4-1) de interim-trainer bij PEC Zwolle. Ondanks de overwinning zou het bij die ene wedstrijd blijven. Een dag later werd Bert Konterman aangesteld als interim-trainer tot het einde van het seizoen. Eind februari 2022 sloot hij, terwijl hij officieel nog in dienst was bij PEC Zwolle, als stagiair aan bij de staf van FC Emmen ter afronding van de opleiding Coach Betaald Voetbal. Met Emmen vierde hij het kampioenschap in de Eerste divisie 2021/22 en hierna liep zijn contract af bij PEC Zwolle, dat juist degradeerde uit de Eredivisie. In het seizoen 2022/23 is Echteld trainer van De Treffers uit Groesbeek, dat uitkomt in de Tweede divisie. In januari 2024 maakte hij de overstap naar Jong AZ dat uitkomt in de Eerste divisie.

## Erelijst
AZ
| Nationaal      |    |         |
| Eerste divisie | 1x | 1997/98 |